# Hidden (Britse televisieserie)
Hidden is een vierdelige Britse miniserie die in oktober 2011 werd uitgezonden door de BBC. Een van de hoofdrollen wordt gespeeld door de Nederlandse actrice Thekla Reuten.

## Synopsis
De in een scheiding verwikkelde enigszins verlopen advocaat Harry Venn (gespeeld door Philip Glenister) krijgt van de mysterieuze Gina Hawkes (gespeeld door Thekla Reuten) de opdracht iemand op te sporen. Tegen een achtergrond van rellen op de Londense straten en politieke intriges merkt Harry dat de opdracht ook met zijn eigen verleden te maken heeft. Samen met Gina ontdekt hij lang verborgen gebleven geheimen met ver reikende consequenties.

## Rolverdeling
- Philip Glenister - Harry Venn
- Thekla Reuten - Gina Hawkes
- Thomas Craig - DI (inspecteur) Fenton Russell
- Benjamin Smith - Matt
- David Suchet - Sir Nigel Fountain
- Anna Chancellor - Elspeth Verney
- Michael Winder - Kevin Gaunt
- Matthew Marsh - James Morpeth
- Bertie Carvel - Alexander Wentworth
- Richard Dormer - Frank Hanna
- Peter Guinness - Jason Styles
- Mark Flitton - Paul Hillman
- David Michaels - Brian Worsley
- Christov Ruhn - Mezwar Tanzir
- Christopher Fairbank - George Venn
- Rupert Simonian - Michael Venn
- Mark Powley - Mark Venn
- Audrey Looten - Jennifer Moscati
- Mens-Sana Tamakloe - Dean Stubbs
- Andrew Scarborough - Ben Lander
- Paul Ritter - Stevie Quirke
- Christopher Webster - Young Harry Venn
- Lisa Kay - Lauren
- Seainin Brennan - Frances
- Nina Hossain - zichzelf
- Adam Boulton - zichzelf